# Uerdinger SV 08
Der Uerdinger SV 08 e. V. aus Uerdingen, einem Stadtteil von Krefeld in Nordrhein-Westfalen, ist mit über 11.000 Mitgliedern (Stand: 1. Oktober 2024) der größte Schwimmsportverein in Deutschland und einer der größeren Sportvereine Deutschlands. Der Club verfügt über ein umfassendes Breitensport-, Freizeit- und Wellness-Angebot, eine erfolgreiche Schwimmabteilung sowie über professionell organisierte Frauen- und Männer-Teams in den jeweiligen deutschen Wasserball-Bundesligen. Ein weiteres Markenzeichen des niederrheinischen Traditionsvereins ist die vorbildliche Jugendarbeit, die bereits mehrfach vom Schwimmverband NRW sowie von der Dresdner Bank prämiert wurde. Hauptsponsor war die Bayer AG.
Im Februar 2024 wurde bekannt, dass die Bayer AG die wirtschaftliche Unterstützung für die Bayer-Vereine in Uerdingen einstelle und den Vereinen dementsprechend zum Jahresende die Markennutzung untersage. Das bedeutete, dass die Uerdinger Bayer-Vereine ihren Namen und ihr Logo zum 1. Januar 2025 ändern mussten. Zum 1. Januar 2025 hat sich der Verein in Uerdinger Schwimmverein 08 umbenannt und nahm damit wieder seinen historischen Gründungsnamen an.

## Geschichte
Der Verein wurde am 8. Mai 1908 von Arbeitern der ehemaligen Uerdinger Waggonfabrik unter dem Namen „Uerdinger Schwimmverein 08“ aus der Taufe gehoben und unterhielt in der Gründerzeit zunächst die Sommerbadeanstalt „Roos“ an einem alten Rheinarm im benachbarten Hohenbudberg. Rund ein Jahrzehnt später erfolgte der Umzug an den heutigen Waldsee im Norden Krefelds. Die positive Mitgliederentwicklung, erste Erweiterungsmaßnahmen sowie Achtungserfolge wie etwa der Gewinn der Deutschen Meisterschaft durch die Männer-Wasserballmannschaft im Jahre 1926 erfuhren durch die vereinsfeindliche Nazi-Diktatur und die verheerenden alliierten Luftangriffe im Zweiten Weltkrieg allerdings einen herben Rückschlag. Durch gemeinsame Anstrengungen vieler Mitglieder wurde das Waldseebad in den Jahren nach Kriegsende jedoch allmählich wieder hergerichtet und konsequent ausgebaut.
Einen großen Aufschwung erlebte der fortan unter SV Bayer Uerdingen 08 firmierende Schwimmsportverein durch den offiziellen Eintritt der Bayer AG ins Vereinsgeschehen im Jahre 1951.

Vereinswappen als SV Bayer 08 Uerdingen bis 31. Dezember 2024

So waren die Folgejahrzehnte geprägt durch kontinuierliche Erweiterungs- und Modernisierungsmaßnahmen – darunter der Bau des Clubhauses in den 1960ern sowie die Errichtung und Inbetriebnahme der beiden vereinseigenen Schwimmhallen in den 1970ern und 1980ern. Parallel zu den nun immer häufigeren sportlichen Erfolgen wurde das Breitensport-, Freizeit- und Wellness-Angebot des Vereins sukzessive ausgeweitet, wodurch sich die Mitgliederzahl zwischen 1980 und 2000 nahezu verzehnfachte und zur Jahrtausendwende nur knapp die 10.000er-Marke verfehlte. Seit 1996 unterhält der SV Bayer Uerdingen 08 eine Startgemeinschaft mit den Schwimmern des SV Bayer Wuppertal, TSV Bayer Dormagen und TSV Bayer 04 Leverkusen  mit dem Namen SG Bayer.
Im Jahr 2008 feierte der SV Bayer Uerdingen 08 sein 100-jähriges Bestehen und wurde im Rahmen seines offiziellen Jubiläumsfestaktes am 17. Mai in Krefeld-Uerdingen für seine Verdienste um den Breitensport mit der Sportplakette des Bundespräsidenten ausgezeichnet. Auch in den letzten Jahren hat sich viel auf der Vereinsanlage des SV Bayer Uerdingen 08 getan. 2012 wurde die 50-Meter-Tragluftschwimmhalle und 2014 die hauseigene Sauna saniert. Im selben Jahr erweiterte der SV Bayer Uerdingen 08 zu dem sein Sportangebot für die Mitglieder und externen Gäste. Seit August 2014 ist der SV Bayer Uerdingen 08 daher zertifizierter Anbieter von Rehabilitationssport (im Wasser und in der Turnhalle). Außerdem bietet der SV Bayer seit den Herbstferien 2014 Feriencamps (Ferienbetreuung von Kinder-Gruppen während Oster-, Sommer- und Herbstferien) an. Des Weiteren wurde das Angebot der Schwimmschule durch Intensivschwimmkurse in den Schulferien, Kinderwassergewöhnung und Babyschwimmen ergänzt.

## Gegenwart

### Mitarbeiter

#### Vorstand
Gemäß der Vereinssatzung besteht der Vorstand maximal aus sechs Vorstandsmitgliedern (1. Vorsitzender, zwei bis vier stellvertretende Vorsitzende und ein Geschäftsführer).

#### Mitarbeiter (ehren- und hauptamtlich)
- über 70 Übungsleiter und Trainer verteilt auf Leistungs-, Breitensport und Schwimmschule
- über 30 haupt- bzw. nebenberufliche Mitarbeiter in Management, Verwaltung und Technik
- zusätzlich weitere ehrenamtliche Helfer in den Abteilungen und bei Veranstaltungen

### Sportanlage

#### Gebäude
- Tragluftschwimmhalle mit 25x50-m-Becken[12]
- eine weitere Schwimmhalle mit
  - 25-m-Becken
  - Lehrschwimmbecken
  - Spaßbad mit langer Wasserrutsche und Planschbecken
- Sauna
- Fitnessraum
- Große Gymnastikhalle für Kurse und Basketball
- Kleiner Multifunktionsraum

#### Außengelände
- Badesee mit
  - Zwei Sandstränden
  - Seebecken
  - Großer Liegewiese
- Beachvolleyballfeld

### Abteilungen und Bereiche

#### Wasserball

##### Allgemeines
Kaum ein anderer Verein in Deutschland bietet Wasserball von der Jugend bis in den Hochleistungsbereich auf dieser Basis. Sowohl die Herren als auch die Damen spielen mit ihren jeweils ersten Mannschaften in der Deutschen Wasserball-Liga. Die Teams trainieren bis zu sieben Mal pro Woche, Nationalspieler und Nationalspielerinnen haben teilweise ein noch höheres Trainingspensum zu absolvieren. Auch bei den Jugendmannschaften ist der Verein sehr erfolgreich, bei dem die U-11 und die U-13 die Basis bilden. Hier trainieren Jungen und Mädchen, die ihre Ausbildung in der Schwimmschule des Vereins genossen haben, gemeinsam. Um den Anforderungen des Spitzensports gewachsen zu sein, werden bereits in den U-Mannschaften Talente behutsam an das hohe Trainings- und Wettkampfniveau herangeführt. Neben dem Spitzensport bieten die 3. und 4. Herrenmannschaft weitere Möglichkeiten, dem Wasserballsport treu zu bleiben.

##### Mannschaften
| Damen                                         | Herren                 |
| --------------------------------------------- | ---------------------- |
| DWL. 1. Bundesliga                            | DWL 1. Bundesliga      |
|                                               | 2. Wasserballliga      |
|                                               | Verbandsliga (4. Liga) |
|                                               | Bezirksliga (6. Liga)  |
| Jugend                                        |                        |
| U-19                                          | U-19                   |
| U-17                                          | U-17                   |
| U-15                                          | U-15                   |
| U-11/-U-13 Mixed                              |                        |
| Masters Damen und Herren von 30 bis 50 Jahren |                        |
| Bei der DM, EM und WM                         |                        |

#### Schwimmen

##### Allgemeines
Talentierten Schwimmern bietet der SV Bayer Uerdingen 08 die Möglichkeit, in verschiedenen Trainingsgruppen bis hin zum Leistungssport zu trainieren. Bereits in der E-Jugend nehmen die jungen Athleten an kindgerechten Wettkämpfen teil, um in den darauffolgenden Jahren an Verbands-, NRW- und Bundeswettkämpfen teilzunehmen. Neben dem Leistungssport, bietet der Schwimmverein mit seinen Breitensportgruppen weitere Trainingsmöglichkeiten für Hobbyschwimmer. Der Schwimmsport wird jedoch nicht nur von der U20 betrieben – auch die „älteren Semester“ mischen noch kräftig mit. Die „Masters“ des SV Bayer nehmen regelmäßig erfolgreich an nationalen und internationalen Wettkämpfen teil.

#### Hai-School, Kinder- und Jugendaktivitäten

##### Hai-School
Die zahlenmäßig weitaus größte Gruppe der aktiven Schwimmer bilden die Lehrschwimmgruppen in der „Hai-School“, der Schwimmschule des SV Bayer Uerdingen 08. Von der Wassergewöhnung bis zum Schwimmabzeichen Gold versucht der SV Bayer seinen Nachwuchs behutsam an das Medium „Wasser“ heran zu führen. Das vorrangige Ziel ist es, den Kindern einen sicheren Aufenthalt im Wasser beizubringen und dies ohne Zeitdruck und mit viel Spiel und Spaß – also möglichst kindgerecht. Das einheitliche Trainingskonzept soll dabei sicherstellen, dass die Kinder, egal in welchem Kurs sie sind, auf dem gleichen Übungsniveau trainieren. Im Idealfall sollen die Kinder dabei im Alter von vier bzw. fünf Jahren starten und die Schwimmschule von den ersten Wassererfahrungen im Lehrschwimmbecken bis zu den Schwimmeinheiten im tiefen Becken (25-m-Becken) durchlaufen.
Im Anschluss an die Schwimmschule haben die Kinder die Möglichkeit je nach Leistungsstand in die Bereiche Leistungsschwimmen oder Breitensport zu wechseln oder ihre Schwimmfähigkeiten in einem Orientierungskurs weiter zu verbessern. Aktuell verfügt die Schwimmschule über ca. 600 Kinder, die in den 36 wöchentlichen Kursen das Schwimmen erlernen.
Zusätzlich zu der Hai-School bietet der SV Bayer Intensivschwimmkurse in den Schulferien an, in denen die Kinder in kürzester Zeit das Schwimmen erlernen sollen und schnelle Fortschritte hinsichtlich ihrer Schwimmtechnik erzielen können.

##### Feriencamps
Seit Herbst 2014 bietet der SV Bayer Uerdingen 08 zudem Kindern und Jugendlichen die Möglichkeit eines ihrer Feriencamps zu besuchen. Hierbei werden die Kinder in Gruppen von 15 bis 20 Kindern betreut. Neben verschiedenen Spiel- und Spaßangeboten im Wasser und an Land werden auch Tagesausflüge mit den Kindern unternommen.

#### Breitensport

##### Allgemeines
Die Breitensport-Abteilung stellt den Vereinsmitgliedern und externen Gästen des SV Bayer Uerdingen 08 ein breites Spektrum an Angeboten zur Verfügung. Von Kursangeboten wie Aqua-Aerobic über Speedo-Aqua-Fitness bis hin zu Wirbelsäulengymnastik bietet der SV Bayer ein vielseitiges Angebot an Kursen an.

#### Reha- und Gesundheitssport

##### Allgemeines
Seit August 2014 zählt der SV Bayer 08 zu den zertifizierten Anbietern von Rehabilitationssport. Diese ärztlich verordneten Therapiemaßnahmen finden in der Turnhalle und im Wasser statt, wobei das Hauptaugenmerk des SV Bayer dabei auf den Angeboten im Bereich Wasser liegt, die eine optimale gelenkschonende Rehabilitation ermöglichen. Unter dem Motto „Fit-Bewegt-Gesund“ bietet der Verein damit auch Nicht-Mitgliedern die Möglichkeit die Vereinsanlage zum Gesundheitssport zu nutzen. Aufgrund der regen Teilnahme, plant der SV Bayer Uerdingen 08 den weiteren Ausbau des Rehabilitationssports. Im Zuge des Ausbaus sollen auch Angebote im Bereich des Betrieblichen Gesundheitsmanagements geschaffen werden.

## Bekannte Personen
Mit Steffen Driesen hat der Werksclub einen wahren Ausnahmekönner in den eigenen Reihen: Das Krefelder Schwimm-Ass wurde zwischen 1999 und 2007 13 Mal Deutscher Meister und errang beispielsweise 2001 mit der 4×100-Meter-Lagenstaffel die Silbermedaille bei den Schwimmweltmeisterschaften 2001 im japanischen Fukuoka sowie weiteres Staffel-Silber bei den Olympischen Sommerspielen in Athen im Jahre 2004.  Der Uerdinger Ex-Nationalspieler Tim Wollthan ist ebenfalls ein erfolgreicher Sportler des SV Bayer. Wollthan wurde beispielsweise zweimal zum Wasserballer des Jahres in der DWL gewählt und konnte zudem zweimal die Torschützenliste der DWL als erster abschließen. Darüber hinaus kann der langjährige Kapitän des SV Bayer Uerdingen 08 auf 180 Länderspiele sowie zwei WM-, vier EM- und eine Olympiateilnahme zurückblicken.

## Erfolge

### Allgemeines
Die wechselvolle Historie des SV Bayer Uerdingen 08 insbesondere infolge der beiden Weltkriege hat einige Zäsuren in der Erfolgsgeschichte des bundesweit größten Schwimmsportvereins hinterlassen. Eine entsprechend große Lücke klafft zwischen dem Meistertitel der Wasserballer im Jahr 1926 und den erneuten Erfolgen der Schwimm- und Wasserballmannschaften etwa ab Mitte der 1950er. Erst danach ging es nach und nach wieder aufwärts. Dies dann vor allem seit den 1990ern: So sind die Wasserballerinnen und Wasserballer des SV Bayer Uerdingen 08 mittlerweile eine feste Größe in nationalen und europäischen Wettbewerben. Vor allem die Damen dominieren aktuell die DWL (vier Double-Gewinne in Folge). Und auch die Jugendmannschaften räumen die Meistertitel gleich reihenweise ab: Insgesamt 26 Deutsche Meisterschaften konnten diese zwischen 1984 und 2007 für sich verbuchen. Nicht von ungefähr wurde der SV Bayer Uerdingen 08 seither wiederholt sowohl vom Schwimmverband NRW als auch von der Dresdner Bank („Das Grüne Band für vorbildliche Talentförderung im Verein“) für seine wegweisende Nachwuchsförderung ausgezeichnet.

### Wasserball
| Jugend        | Jugend                                               | Jugend             |
| Altersklasse  | Platzierung in der ewigen Bestenliste in Deutschland | Gold/Silber/Bronze |
| ------------- | ---------------------------------------------------- | ------------------ |
| U-19 weiblich | 1                                                    | 11/4/2             |
| U-17 weiblich | 2                                                    | 3/2/6              |
| U-15 weiblich | 1                                                    | 5/1/2              |
| U-19 männlich | 4                                                    | 4/3/2              |
| U-17 männlich | 2                                                    | 4/3/7              |
| U-15 männlich | 1                                                    | 7/2/4              |
| U-13 männlich | 7                                                    | -/3/-              |

| Erfolge der letzten Jahre                       | Erfolge der letzten Jahre                                 |
| Damen                                           | Herren                                                    |
| ----------------------------------------------- | --------------------------------------------------------- |
| Deutsche Meisterschaft: 4 Meistertitel in Folge | Deutsche Meisterschaft: Platz 4–7 in den letzten 4 Jahren |
| DSV-Pokal: 4 Pokalsiege in Folge                | DSV-Pokal: 2 Halbfinalteilnahmen in den letzten 4 Jahren  |